# The Yeomen of the Guard
The Yeomen of the Guard ist eine Oper von Gilbert und Sullivan, sie wurde am 3. Oktober 1888 am Savoy Theatre uraufgeführt. Obwohl es die Yeomen of the Guard tatsächlich als Einheit gibt, spielt die Oper unter den Yeomen Warders.
Die Handlung spielt im Tower of London in der Regierungszeit von Heinrich VIII. Hauptfigur ist der Wissenschaftler und Alchimist Colonel Fairfax, der im Tower hingerichtet werden soll. Um seine Hinrichtung und Flucht entspinnt sich ein Spiel aus Liebe, Romanzen und Täuschungen, an dessen Ende alle Charaktere überleben und zwei fragwürdige Ehen geschlossen werden.
Obwohl sie zahlreiche Wortspiele und Komik enthält, ist The Yeomen of the Guard die dunkelste und emotionalste Oper von Gilbert und Sullivan. Sie gilt als eine der besten und tiefsten Arbeiten von Arthur Sullivan und ist die einzige Oper der beiden ohne Happy End. Die Sprache, die die Charaktere sprechen und singen, ist kein zeitgenössisches viktorianisches Englisch, sondern ein historisierendes Pseudo-Shakespeare-Englisch.

## Handlung
Hauptfigur ist Colonel Fairfax, der aufgrund falscher Beschuldigungen seines Cousins im Tower inhaftiert ist und hingerichtet werden soll. Sollte Fairfax unverheiratet sterben, würde der Cousin sein gesamtes Vermögen erben. Der Yeomen Warder (im Stück: Yeoman of the Guard) Sergeant Meryll und seine Tochter Phoebe versuchen Fairfax zu helfen. Phoebe hat sich aus der Ferne in Fairfax verliebt: sie versuchen Fairfax aus der Zelle zu befreien und ihn als Phoebes Bruder Leonard auszugeben, der gerade eine Stelle als Yeoman of the Guard antreten soll. Gleichzeitig lässt sich Fairfax mit Hilfe vom Lieutenant of the Tower mit der vorbeiziehenden Sängerin Elsie Maynard verheiraten, um seinen Bruder um das Erbe zu bringen. Maynard, die bereits mit dem Narren Jack Point verlobt ist, lässt sich auf den Handel nur ein, da ihr versichert wird, dass ihr Ehemann nur noch wenige Tage leben wird. Wenige Minuten nach der Eheschließung gelingen Flucht und Verkleidung. Nach längeren Verwicklungen wird der Plot aufgelöst und Fairfax kann leben bleiben. Die Ehe mit Maynard besteht allerdings weiter, woraufhin Point aus enttäuschter Liebe in Wahnsinn verfällt. Die in Fairfax verliebte Phoebe heiratet den obersten Gefängniswärter und stellvertretenden Folterer Wilfred Shabolt, um sein Schweigen über Fairfax illegale Flucht und die Fluchthelfer zu sichern.

## Musik
Sullivan hatte sich vor der Entstehung der Yeomen bereits von den komischen und unterhaltsamen Savoy-Opern abgewendet und begann sich seit 1882 als Komponist klassischer ernsthafterer Opern zu betätigen. Gilbert musste ihn erst zur weiteren Zusammenarbeit für die Yeomen überreden. Sullivans mittlerweile andere Herangehensweise ist in den Yeomen deutlich hörbar. So ist beispielsweise die Ouvertüre kein Potpourri aus Versatzstücken aus Hits in der Oper, sondern eine eigene Sonate. Musikalisch ist die Oper wesentlich vielfältiger und abwechslungsreicher als ältere Opern von Gilbert und Sullivan, während es Sullivan gleichzeitig gelingt, die oft disparat wirkende Anhäufung einzelner Hits zu einem durchgehenden Stücke mit innerem Zusammenhang zu verweben. Die grimmige, düstere Atmosphäre, die in England mit dem Tower assoziiert wird, durchzieht die Oper vom ersten bis zum letzten Takt. Ebenso nutzte Sullivan erstmals ein größeres Orchester, dem er für den Rest seiner Karriere treu bleiben sollte. Er selbst stufte die Yeomen als beste all seiner Savoy-Opern ein.

## Entstehung
Laut Gilbert hatte er die Idee zu der Oper, als er eine Announce sah, die mit einem Yeomen Warder verziert war. Kritiker wiesen aber schon früh auf Ähnlichkeiten zu zahlreichen anderen Werken hin, insbesondere zu The Mayor of Casterbridge von Thomas Hardy in der ein sehr ähnlicher Plot vor einem historisierenden Hintergrund spielt. Ähnliche Motive finden sich aber bereits in früheren Gedichten Gilberts oder im Bestsellerroman The Tower of London, A Historical Romance von William Harrison Ainsworth.